# Daphne sojakii
Daphne sojakii är en tibastväxtart som beskrevs av Josef Jakob Halda. Daphne sojakii ingår i släktet tibaster, och familjen tibastväxter. Inga underarter finns listade i Catalogue of Life.